# 公河 (辽河)
公河，位于中华人民共和国辽宁省沈阳市康平县的一条河流，是辽河右岸支流，历史上公河发源于今内蒙古自治区科尔沁左翼后旗，后上游因西辽河改道而被破坏，下游经多次人工修整，成为康平县东部涝区的排水河道。现公河北起北三家子街道三门郭家村以北的马家铺屯，向南流经北四家子乡菜园子村、两家子乡牤牛河村、郝官屯镇刘家屯村等地，最后于刘家屯村何家屯东南汇入辽河。河流全长37.1千米，流域面积1459.8平方千米，年均径流量0.582亿立方米。公河流域是康平县的主要产粮基地，主要种植玉米、大豆、水稻。